# Cistus × laxus
Cistus laxus  es una especie de planta fanerógamas perteneciente a la familia Cistaceae es nativa de la península ibérica

## Características
Es un arbusto de hasta 120 cm, con pelos estrellados simples, cortos glandulares y largos eglandulares. Al menos la parte superior de las ramas con indumento piloso blanquecino y pubescente-glanduloso amarillento. Hojas sentadas de 20-60 x 5-20 mm, de ovado-elípticas a lanceoladas, frecuentemente revolutas, rugosas, verdosas. Flores solitarias o en cimas de hasta 8 flores, pediceladas. Cáliz con 5 sépalos de 12-17 x 5-8 mm; al menos los dos externos cordados en la base, marcadamente revolutos. Pétalos de 20-30 mm. Ovario con 5 carpelos. Estigma subsentado. Cápsula con indumento estrellado. Tiene un número cromosomas de 2n = 18. Florece y fructifica en junio.

## Distribución y hábitat
Se encuentra en matorrales en clima húmedo y zonas de influencia oceánica; sobre suelo arenoso en el N, NW y W peninsulares de veranos secos; en la mitad meridional, más calurosa, prefiere los suelos turbosos; calcífuga; a una altitud de 0-1100 metros en la península ibérica.

## Taxonomía
Cistus laxus fue descrita por William Aiton y publicado en Hortus Kewensis 2: 233. 1789.
Etimología
Cistus: nombre genérico que deriva del griego kisthós latinizado cisthos = nombre dado a diversas especies del género Cistus L. Algunos autores pretenden relacionarla, por la forma de sus frutos, con la palabra griega kístē = "caja, cesta".
 laxus: epíteto latíno que significa "laxa".
Sinonimia
- Cistus hirsutus var. brevifolius Willk.
- Cistus hirsutus var. psilosepalus (Sweet) Willk.
- Cistus hirsutus var. vulgaris Willk.
- Cistus × psilosepalus Sweet[5]

## Nombre común
- Castellano: ardivieja (3), barredeiros, camavieja, carpacina, carpanza (2), carpanzo, carpaza (4), carpazo (4), carpizu, chaguazo, jara peluda, jara rizada (2), mogariza. Bable: carpazus, carpizu.[6]